# Dieu et mon droit

Königliches Wappen Großbritanniens (1714–1801)

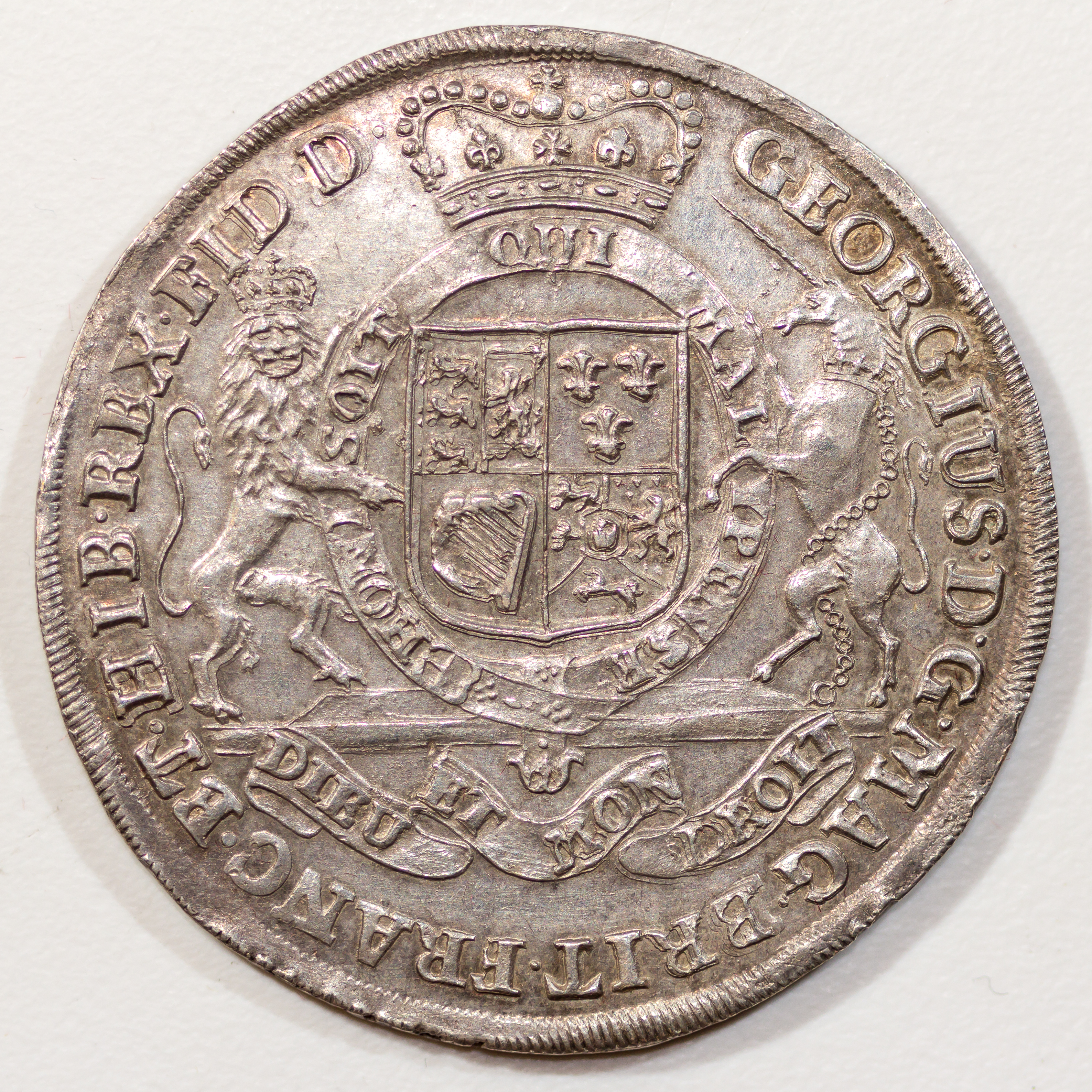
Dasselbe Wappen auf einem Taler König Georgs I. als Kurfürst von Braunschweig-Lüneburg, 1724

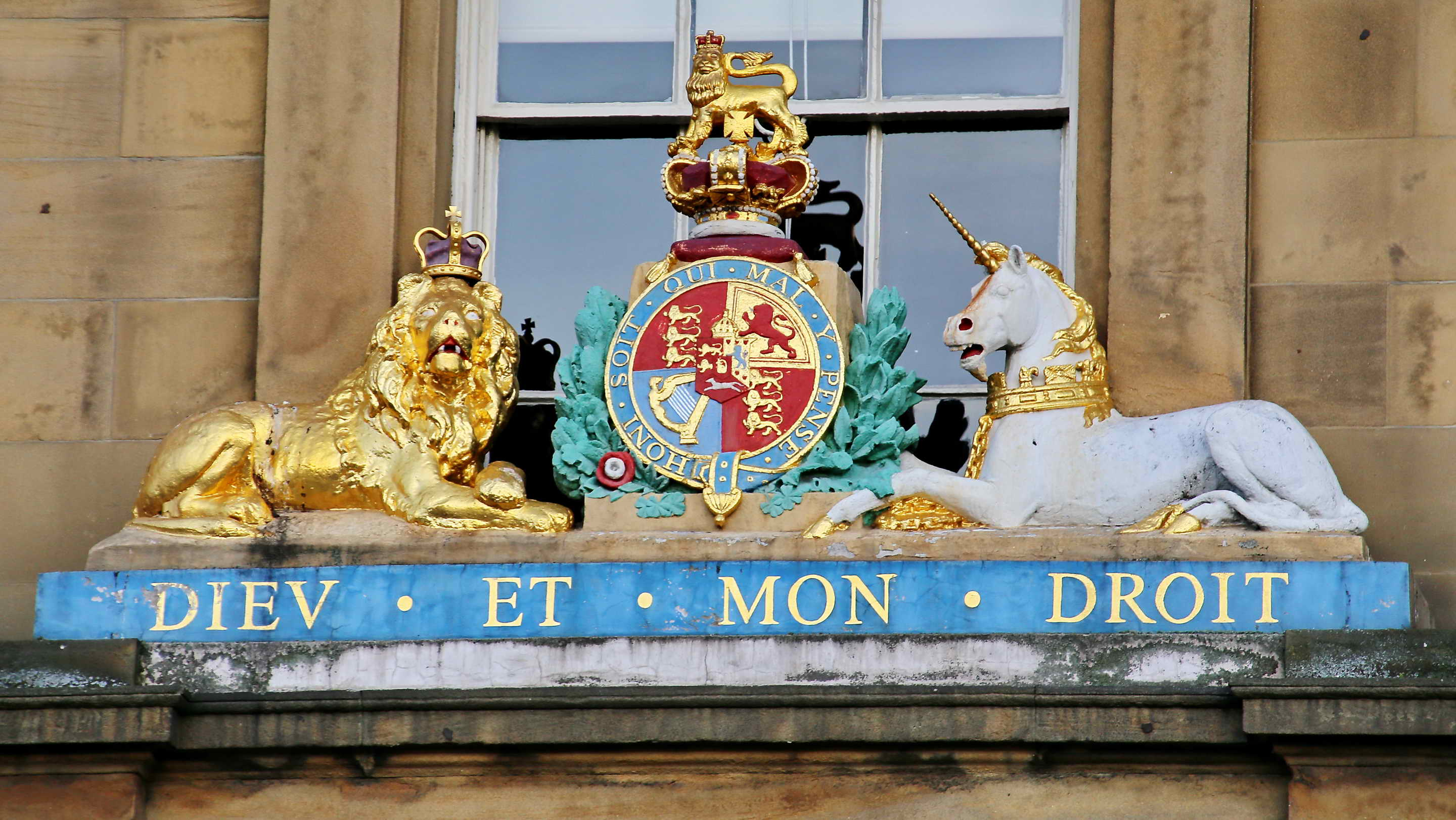
Verwendung von Dieu et mon droit an einem Gebäude in Newcastle upon Tyne (Großbritannien)

Dieu et mon droit [djø e mɔ̃ ˈdʀwa] (französisch Gott und mein Recht) ist der Wahlspruch der britischen Monarchen. Er wurde während der Herrschaft von Heinrich VI. (1422–1461) eingeführt, der sowohl als König Frankreichs als auch als König Englands gekrönt worden war und fließend Französisch sprach. Ursprünglich lautete der Wahlspruch gemäß der damaligen französischen Orthographie „Dieu et mon droict“, doch später wurde das veraltete c in „droict“ weggelassen. Heute erscheint der Wahlspruch auf dem Wappen des Vereinigten Königreichs.
Schon über zwei Jahrhunderte vor der offiziellen Einführung war der Wahlspruch verwendet worden, 1198 als Losungswort von König Richard Löwenherz während der Schlacht von Gisors gegen den französischen König Philipp II. Er bedeutet, dass der König nur gegenüber Gott verantwortlich ist (Gottesgnadentum), aber nicht gegenüber einer irdischen Macht oder einem anderen Monarchen, und selbst Recht setzen kann.